# Ivan Đurđević
Ivan Đurđević, né le 5 février 1977 à Belgrade, est un footballeur serbe. Il est défenseur.

## Biographie
En mai 2010, il prolonge d'un an son contrat avec Poznań.
Après six saisons passées à Poznań et 144 matchs disputés, entre 2007 et 2013, Ivan Đurđević reste au club et intègre le staff de l'académie. Le 8 mai 2015, il devient l'entraîneur principal de l'équipe réserve, pensionnaire de quatrième division.

## Carrière
- 1995-1997 :  Rad Belgrade
- 1998-2000 :  CD Ourense
- 2000-2002 :  Sporting Farense
- 2002-2005 :  Vitoria Guimarães
- 2005-2007 :  CF Belenenses
- 2007-2013 :  Lech Poznań

## Palmarès
- Champion de Pologne en 2010 avec le Lech Poznań
- Vainqueur de la Coupe de Pologne en 2009 avec le Lech Poznań
- Finaliste de la Coupe de Pologne en 2011 avec le Lech Poznań
- Vainqueur de la Supercoupe de Pologne en 2009 avec le Lech Poznań